# وادي القائم الكبير
وادي القائم الكبير  أحد وديان العراق يقع في شمال مدينة تكريت في محافظة صلاح الدين وسط العراق، وهو أحد الوديان التي تخترق مدينة تكريت، تجري مياه الامطار فيه لتصب في نهر دجلة.